# دوري البطولة الإنجليزية – مسابقة الدوري الفنلندي 1942
دوري البطولة الإنجليزية – مسابقة الدوري الفنلندي 1942 (بالفنلندية: Jalkapallon suomenmestaruuskilpailut 1942) هو الموسم 13 من دوري البطولة الإنجليزية ‏. أشرف على تنظيمه اتحاد فنلندا لكرة القدم، وكان عدد الأندية المشاركة فيه 4، وفاز فيه Toverit Helsinki ‏.